# Henri Philippe-Auguste Dutrône
Henri Philippe-Auguste Dutrône (Henry Dutrône), né en 1796 à Caen (Calvados) et mort le 5 juillet 1866 à Neuilly-sur-Seine (Hauts-de-Seine) est un homme politique et haut fonctionnaire, avocat et philanthrope français, un des fondateurs du Comité philhellène de Paris, conseiller à la Cour d'Amiens, un des fondateurs de la Société française pour l'abolition de l'esclavage, commissaire du gouvernement à Amiens, membre de la Commission des colonies agricoles de l'Algérie, et membre du Conseil général du Calvados, propriétaire du domaine d'élevage Sarlabot à Dives (Calvados), où il a amélioré une race bovine, la race Sarlabot.

## Biographie
Henri est le fils du juge d'instruction à Caen. Il fait des études de droit (doctorat), de lettres (licence) et de sciences (licence). Il est sous la restauration avocat à Paris de 1820 à 1827. Il y devient membre, en 1824, de la Société de la Morale Chrétienne, dont le futur ministre François Guizot est alors le président. Actif dans plusieurs comités de cette Société, il est début 1825 un des fondateurs du Comité philhellène de Paris en soutien de la guerre d'indépendance grecque. Idéaliste, il s'engage en novembre 1826 dans un duel, devenu fameux, avec le général Pierre Gaston Henri de Livron, alors au service du pacha Méhémet Ali. Guéri de sa blessure, Dutrône part en janvier 1828 en Grèce pour participer à l'organisation de l'enseignement dans le jeune État, où il propage l'enseignement mutuel. Il est même nommé directeur de l'enseignement mutuel par le premier président de la Grèce indépendante, Ioánnis Kapodístrias, dont il semble avoir été le secrétaire particulier. 
Il retourne en France au moment de la révolution de juillet 1830, où il entre aussitôt dans l'artillerie de la Garde Nationale de Paris. La même année, il est nommé conseiller à la Cour royale d'Amiens, où il est en 1831 un des exécuteurs testamentaires de l'Abbé Grégoire. Après l'insurrection des Polonais de novembre 1830, les réfugiés nationalistes polonais, fuyant les persécutions du Tsar Nicolas 1er, arrivent en France, et un Comité central français en faveur des Polonais est créé par La Fayette en janvier 1831 ; Dutrône, qui en est le secrétaire, organise alors une succursale de ce comité Franco-Polonais en Picardie. Supprimé sous la pression du Tsar, ce comité revivra plusieurs années plus tard : Dutrône en sera un des membres les plus fervents.   
En août 1834, il est un des fondateurs de la Société française pour l'abolition de l'esclavage, où il succèdera à François-André Isambert comme secrétaire en janvier 1846.
Le même mois d'août 1834, il est chargé par le ministre Guizot, pas pour organiser mais pour étudier les possibilités d'organiser de l'instruction publique dans l'(ancienne) régence d'Alger, où Jean-Baptiste Drouet d'Erlon venait tout juste d'être installé comme premier gouverneur général des « possessions françaises dans le nord de l'Afrique » . Il y organise un concours en y mettant de ses finances personnelles.
De retour en France, toujours conseiller de la Cour à Amiens, il s'occupe de plusieurs sujets philanthropiques. En 1836 il organise un concours sur le meilleur moyen de combattre l'intempérance en France ; puis il se fait fondateur et président d'une Société de sobriété et en 1837 il crée une Banque bibliogène des écoles. 
Dutrône possède à Dives-sur-Mer le château de Trousseauville. En 1840, il est conseiller de la commune de Dives, où il s'occupe, entre autres, du bureau de bienfaisance. Il est un temps conseiller général du Calvados. À la Révolution française de 1848, il est nommé commissaire du gouvernement de la Somme, poste éphémère de quelques semaines. Début 1949, il est chef de bataillon de la Garde Nationale de Dives. 
La même année 1849, Dutrône est membre et rapporteur de la Commission des colonies agricoles de l'Algérie. 
En 1852, pour ne pas avoir à prêter serment à l’empereur Napoléon III il quitte sa fonction de conseiller à la cour impériale d'Amiens. 
Intéressé dans la protection des animaux (il sera membre de la Société protectrice des animaux fondé en 1845) et grâce à son domaine de Trousseauville, Dutrône va se vouer pendant 27 ans, de 1839 à sa mort, à la création d'une race bovine sans cornes. Là encore, il organise des concours et il distribue des médailles et des prix. De ses efforts sera née vers 1856 la race Sarlabot, croisement d'une vache Cotentine et d'un taureau de la race anglaise sans cornes Angus, sauvé par Dutrône de la boucherie en 1855. Avec les Sarlabots, Dutrône gagne à son tour des médailles et des prix : gagnant en 1857 et 1858 du Bœuf Gras, en 1862 de la grande médaille d'or de la Société impériale zoologique d'acclimatation pour les Normande-Sarladat, Sarlabot-Breton et les variantes arabes, médaille que Dutrône transforme en prix d'un concours pour la propagation de la race Sarlabot aux environs de Paris.Il est d'ailleurs membre de la commission permanente des colonies de cette Société ; et pour la propagation de la race, il a fait don de plusieurs bêtes en France et à l'étranger : au Jardin d'acclimatation à Paris, en  Martinique, Alger, Grèce, Allemagne, Belgique, Pays-Bas etc.
Dutrône meurt le 5 juillet 1866 à Neuilly-sur-Seine. 
La veuve Dutrône, née Galot, continue la propagation des Sarlabots.

## Œuvres
- 1826 : Barreau de Paris. Adhésion à la consultation de Me Isambert pour M. le Cte de Montlosier (concerne l'anti-jésuitisme). [lire en ligne]
- 1828 Lettre de M. Dutrône, docteur en droit, à la Société pour l'instruction élémentaire à Paris, in : Journal d'éducation, Société pour l'instruction élémentaire année 1826-27, p. 316-320 [lire en ligne]
- 1828 : Une note sur les écoles de quelques-unes des îles libres de la Grèce. (Voir aussi )
- 1829 : Mémoire à S. E. le président de la Grèce (sur l'enseignement en Grèce).
- 1831 : Au profit des Polonais. Extraits de la correspondance de M. Dutrône avec M. le président Capodistria pour éclairer les derniers événemens de Grèce, Paris, E.Casson, 1831.
- 1832 : Paroles adressées au Jury à l’occasion de la loi du 28 avril 1832 (Loi permettant au jury de pouvoir prononcer sur des circonstances atténuantes), Comptes rendus d’assises, Amiens, 1832.
- 1835 : Prix de 1,000 francs pour un ouvrage populaire en français et en arabe-algérien, destiné aux habitants des possessions françaises dans le nord de l'Afrique, programme et notes [lire en ligne].
- 1837 : Banque bibliogène des écoles, deux lettres explicatives de cette nouvelle institution.
- 1838 : Abolition du duel, extrait de la communication faite le 22 mars 1837 au comité d'amélioration de la Société de la morale chrétienne.
- 1847 : À M. le président du bureau de bienfaisance de Dives (Calvados). (Appel à la bienfaisance pour diminuer la cherté du pain)
- 1847 : Lettre adressée à François-André Isambert, son prédécesseur au secrétariat général de la Société française pour l'abolition de l'esclavage.
- 1849 : Bataillon de Dives. Ordre du jour [24 février 1849]. - Distribution des drapeaux. 2e ordre du jour, 10 mars 1849.  [lire en ligne].
- 1850 Rapport fait à la commission des colonies agricoles de l'Algérie par M. Dutrône, son représentant dans la commission d'inspection de ces colonies formée par le ministre de la Guerre en exécution de la loi du 19 mai 1849[lire en ligne]
- 1856 : Fondation de prix pour les animaux de l'espèce bovine sans cornes, lettre de M. Dutrône, in: Bulletin de la Société protectrice des animaux. Mai-juin 1856
- 1857 : Sur la race bovine sans cornes, lettre adressée à M. le président de la Société impériale zoologique d'acclimatation.
- 1862 : (avec M. Barral) Race bovine sans cornes des Sarlabots, in:  Journal d'agriculture pratique, 5 mars 1862.
- 1864 : Appel aux femmes des trois royaumes-unis en faveur de la Pologne, Pillet fils aîné, Paris.